# Палата собрания Сент-Люсии
Палата собрания Сент-Люсии — нижняя палата парламента Сент-Люсии, избираемая всенародным голосованием. Верхней палатой является сенат Сент-Люсии. В палате собрание может быть 17 или 18 членов: члены, избираемые на пятилетний срок и спикер, избираемый членами, который может быть одним из их числа или лицом, выбранным вне палаты. Чтобы быть избранным в палату собрания, кандидату должно быть не менее 21 года.

## История
Палата собрания была основана в 1967 году, когда была достигнута ассоциированная государственность, заменив законодательный совет.

## Результаты последних выборов
|                                 |         |       |      |       |
| Партия                          | Голосов | %     | Мест | +/–   |
| Лейбористская партия Сент-Люсии | 43 799  | 50,14 | 13   | +7    |
| Объединённая рабочая партия     | 37 481  | 42.91 | 2    | -9    |
| Национальная партия зелёных     | 271     | 0,31  | 0    | Новая |
| Независимые                     | 5807    | 6,65  | 2    | +2    |
| Всего                           | 87 358  | 100   | 17   | 0     |
| Действительных голосов          | 87 358  | 98,10 |      |       |
| Недействительных голосов        | 1694    | 1,90  |      |       |
| Всего голосов                   | 89 052  | 100   |      |       |
| Явка                            | 174 332 | 51,08 |      |       |
| Источник:                       |         |       |      |       |

## Нынешние члены
| Имя и фамилия            | Партия                      |
| ------------------------ | --------------------------- |
| Кенсон Казимир           | Лейбористская партия        |
| Вирджиния Альберт-Пойотт | Лейбористская партия        |
| Филип Пьер               | Лейбористская партия        |
| Эрнест Илер              | Лейбористская партия        |
| Иоахим Генри             | Лейбористская партия        |
| Уэйн Жирар               | Лейбористская партия        |
| Эмма Ипполит             | Лейбористская партия        |
| Альва Батист             | Лейбористская партия        |
| Моисей Жан Батист        | Лейбористская партия        |
| Кенни Энтони             | Лейбористская партия        |
| Джеремайя Норберт        | Лейбористская партия        |
| Альфред Проспере         | Лейбористская партия        |
| Шон Эдвард               | Лейбористская партия        |
| Аллен Частанет           | Объединённая рабочая партия |
| Брэдли Феликс            | Объединённая рабочая партия |
| Ричард Фредерик (спикер) | Независимые                 |
| Стивенсон Кинг           | Независимые                 |